# ハートカズラ
ハートカズラ（学名：Ceropegia woodii Schltr., 1894）はキョウチクトウ科 (最新のAPG IV分類方法)（古い、新エングラー分類ではガガイモ科）セロペギア属の多年草。ラブチェーン、ストリング・オブ・ハートの別名がある。

## 特徴
ハート形の葉と葉に見られる網目模様を特徴とする。乾燥に強い。園芸では鉢をハンギングしたり、壁面の彩りに栽培されることもある。
つる性の種(しゅ)だが巻き付く性質をもたない。つる性の種ではつるが長くなった場合には切り戻しを行える。。地下にジャガイモの様な塊根を作る、繁殖が困難なキョウチクトウ科(旧ガガイモ科)多肉植物の繁殖の台木に使用される。地上で葉の付け根がイモ状になりムカゴ的に扱われる。これを使用しても繁殖する。ハートカズラの蔓は絡みつき攀じ登ったりしない。米国の分類学者によりハートカズラは、セロペギア　“緑雨”　Ceropegia linearis　の亜種 (Ceropegia linearis E. Mey. subsp. woodii (Schltr.) H. Huber, 1957) とする意見もあるが、セロペギア　“緑雨”　Ceropegia linearis　は絡みつき攀じ登る植物であり、セロペギア　“緑雨”　自体、国内では、セロペギア・アフリカナ　Ceropegia africana　と混同されている。両者とも似ておりどちらも絡みつき攀じ登る植物である。この点からイギリスなどの主流の学者の間では、ハートカズラは、独立種であるとされている。https://powo.science.kew.org/taxon/urn:lsid:ipni.org:names:95848-110/18, 2023. 参照確認。

## 類縁植物
- セロペギア・アフリカナ　Ceropegia africana R.Br., 1822
- セロペギア・アムプリアタ　Ceropegia ampliata E.Mey., 1838
- セロペギア　“八雲”　Ceropegia bulbosa Roxb., 1795
- セロペギア　“紫簾”　Ceropegia debilis N.E. Br., 1895
- セロペギア　“天邪鬼”　Ceropegia haygarthii Schltr., 1905
- セロペギア　“酔竜”　Ceropegia sandersonii Decne. ex Hook.f., 1869
- セロペギア・レンダリー　Ceropegia rendallii N.E.Br., 1894
- セロペギア　“薄雲”　Ceropegia stapeliiformis Haw., 1827
- セロペギア　“緑雨”　Ceropegia linearis E.Mey., 1838

上記の類縁植物は、蔓が伸び物に絡み攀じ登っていくセロペギア属の国内に普及しているものである。